# 聖克里斯多福及尼維斯國旗
聖克里斯多福及尼維斯國旗（英語：Flag of Saint Kitts and Nevis）由一個位於左上方的綠色三角形、一個位於右下方的紅色三角形、一條從右上方延伸到左下方的黃邊黑色斜條以及兩個位於黑色斜條的白色五角星組成。
此旗在1983年9月19日採用，以取代之前的聖克里斯多福-尼維斯-安圭拉旗幟，並自此成為主权独立后的聖克里斯多福和尼維斯聯邦的官方旗幟。雖然該國國旗使用了象徵泛非洲主義運動的泛非顏色，但其涵義則有不同的解釋。

## 歷史
大英帝國在1882年把聖基茨島、尼維斯島以及安圭拉合併成一個名叫英屬背風群島（British Leeward Islands）的單一殖民地，這三個島嶼隨後又於1958年成為西印度群島聯邦的一部分，並在1962年聯邦解散後繼續組成聖克里斯多福-尼維斯-安圭拉聯繫邦。後來安圭拉擔心當地人口過少會使其在議會中的地位進一步被邊緣化，因此該島自1967年起尋求退出該體系，並於1980年正式生效。剩下的聖克里斯多福及尼維斯有鑑於當時使用中的旗幟包含了代表組成聯邦的三島元素，因而決定另行設計新旗幟。
隨後，当地政府在1982年迎接独立前夕，舉行一場國旗設計比賽，圣基茨岛中學在校生埃德里斯·利威斯（Edrice Lewis）的設計從258份作品中脫穎而出，被选定為聖克里斯多福及尼維斯國旗采用图案，並於1983年9月19日，即該國獨立当日午夜0点首次对外懸掛。

## 象徵意義
聖克里斯多福及尼維斯國旗中的綠色間接提到該國肥沃的土地，紅色代表当地民众在奴隸制度以及殖民主義的背景下爭取自由的艰辛经历，黃色標誌著當地一年四季都能享有的陽光，而黑色則象徵該國人民均为來自非洲的黑人移民，故此国旗也可被视为泛非主义色彩旗帜。另一方面，國旗上的兩顆白星除了代表聖克里斯多福及尼維斯兩座島外，也象徵著「希望和自由」；而以上各條國旗顏色與標誌之官方涵義則由旗幟設計者埃德里斯·利威斯同時制定。

## 歷代旗幟
| 旗幟 | 使用年份      | 用途                           | 描述                                                                                                 |
| ---- | ------------- | ------------------------------ | --- |
|      | 1958年–1962年 | 西印度群島聯邦旗幟             | 由藍色背景和四條呈波浪形狀的白色橫條組成，當中上下各兩條橫條均是平行的，而旗幟中間亦有一個橙色太陽。 |
|      | 1958年-1967年 | 聖克里斯多福-尼維斯-安圭拉旗幟 | |
|      | 1967年        | 聖克里斯多福-尼維斯-安圭拉旗幟 | 由三條分別為綠色、黃色以及藍色的直條組成。                                                           |
|      | 1967年–1983年 | 聖克里斯多福-尼維斯-安圭拉旗幟 | 由三條分別為綠色、黃色以及藍色的直條組成，而旗幟中間則有一棵棕櫚樹。                                 |

## 外部連結
- 聖克里斯多福及尼維斯國旗規格與變遷史